# Caroline Gother
Caroline Gother, född 6 februari 1761 i Stockholm, död där 3 juni 1836, var en svensk affärsidkare. Gother fick sig själv myndigförklarad och tjänade sedan en förmögenhet på aktier, investeringar och lån, och tillhörde sin tids mest förmögna affärskvinnor. Hennes liv behandlas i boken Släkten, pengarna och Caroline Gother.

## Biografi
Caroline Gother var dotter till Engelbert Gother (1708–1775), som var jurist och handelsborgmästare i Stockholm, och Maria Elisabeth Bedoire (1726–1783) samt dotterdotter till Frans Bedoire. Vid faderns död 1775 var familjen ruinerad och skuldsatt, men hon, hennes mor, bror och tre systrar försörjdes av rika släktingar. Hennes systrar gifte sig snabbt efter faderns död med rika män, men Caroline Gother valde att förbli ogift. I stället arbetade hon efter faderns död som guvernant och husmamsell. Hon brevväxlande bland annat med poeten Johan Elers. Hon återvände till Stockholm för att bli fostermor åt en av sina systerdöttrar, Jeanne Marie Netzel, som föddes dövstum.
En förändring inträdde i hennes liv 1793. Vid denna tidpunkt hade hon kommit i besittning av en förmögenhet tack var arv från olika rika släktingar, och samma år ansökte hon om att få bli myndigförklarad. Under dåvarande lag var änkor de enda kvinnor som automatiskt var myndiga, medan ogifta kvinnor stod under närmaste manlige släktings förmynderskap livet ut, men det fanns sedan länge en möjlighet för en ogift kvinna att ansöka hos kungen om att få bli myndigförklarad, en rättighet som hade stadfästs i 1734 års lag. Hennes ansökning löd:  
"Stockholms slott den 22 november 1793. Kongl. Majt:s nådiga utslag uppå avlidne borgmästaren i Stockholm Gothers dotters, Caroline Gothers underdåniga ansökan att varda myndigförklarad, varvid sökandens förmyndare landshövdingen och riddare av K. Maj:ts Nordstjierna och Vasa ordern, adel och välbördig Jean de Bedoire samt svågrar kommerserådet Lars Reimers och bruksinspektoren Carl Gustav Netzel i underdånighet förklarat sig icke hava något att påminna."
Caroline Gothers ansökan bifölls, vilket innebar att hon själv fick kontrollen över sin förmögenhet, något som under denna tid normalt endast tillkom änkor. Hon använde sin nya juridiska status efter myndighetsförklaringen till affärsverksamhet. Hon utnyttjade sin förmögenhet till att låna ut pengar, en verksamhet som under denna tid var lönsam, eftersom bankverksamheten ännu var relativt outvecklad. Hon spekulerade också i aktier och investerade i fastigheter. Gother blev en framgångsrik affärsidkare och lyckades på grundval av sin befintliga förmögenhet tjäna ihop ytterligare en förmögenhet. Vid sin död beskrivs hon som en av Sveriges rikaste kvinnor.